# Меліз Редіф
Меліз Редіф (англ. Meliz Redif; нар. 26 березня 1989, Нікосія) — кіпрсько-турецька спортсменка, спринтерка / бігунка.  Вона є вихідцем з Північного Кіпру.  Меліз Редіф є членом команди з легкої атлетики «Фенербахче».
Вона виграла золоту медаль у естафеті 4 × 400 м на Першій лізі командного чемпіонату Європи 2011, що проходила в Ізмірі, (Туреччина), та срібну медаль у цій же події на Літній Універсіаді 2011, що відбулася у Шеньчжені (Китай).

## Допінг
У 2015 році Редіф було заборонено займатись спортом на три роки після того, як було виявлено ненормальні відхилення в її біологічному паспортному профілі. 

## Досягнення
| Рік                    | Змагання                                        | Місто                  | Місце                  | Дисципліна             | Примітки               |
| Representing Туреччина | Representing Туреччина                          | Representing Туреччина | Representing Туреччина | Representing Туреччина | Representing Туреччина |
| ---------------------- | ----------------------------------------------- | ---------------------- | ---------------------- | ---------------------- | ---------------------- |
| 2008                   | Чемпіонат світу з легкої атлетики серед юніорів | Бидгощ, Польща         | 34е (h)                | 200м                   | 24.64 (wind: -0.1 m/s) |
| 2008                   | Чемпіонат світу з легкої атлетики серед юніорів | Бидгощ, Польща         | 16е (sf)               | 400м                   | 54.29                  |
| 2009                   | Чемпіонат Європи з легкої атлетики в приміщенні | Турин, Італія          | 5е                     | 4 × 400 м естафета     | 3:37.37 NR             |
| 2010                   | Чемпіонат Європи з легкої атлетики              | Барселона, Іспанія     | 5е                     | 4 × 400 м естафета     | 3:33.13 NR             |
| 2011                   | Командний чемпіонат Європи з легкої атлетики    | Ізмір, Туреччина       | 1е                     | 4 × 400 м естафета     | 3:29.40 NR             |
| 2011                   | Чемпіонат Європи з легкої атлетики серед молоді | Острава, Чехія         | 4е                     | 400 м                  | 53.08                  |
| 2011                   | Універсіада                                     | Шеньчжень, КНР         | 21е (qf)               | 200 м                  | 24.29                  |
| 2011                   | Універсіада                                     | Шеньчжень, КНР         | 9е (sf)                | 400 м                  | 53.38                  |
| 2011                   | Універсіада                                     | Шеньчжень, КНР         | 2е                     | 4 × 400 м естафета     | 3:30.14                |
| 2012                   | Чемпіонат світу з легкої атлетики в приміщенні  | Стамбул, Туреччина     | 16е (sf)               | 400 м                  | 54.48                  |
| 2012                   | Олімпійські ігри                                | Лондон Велика Британія | 7е (heat 2)            | 4 x 400 м              | 3:34.71                |